# Wybudów
Wybudów – wieś na Ukrainie w rejonie tarnopolskim należącym do obwodu tarnopolskiego.